# Lee Chang-Hwan
Lee Chang-Hwan (en coreano: 이창환; Ansan, 16 de febrero de 1982) es un deportista surcoreano que compitió en tiro con arco, en la modalidad de arco recurvo.
Participó en los Juegos Olímpicos de Pekín 2008, obteniendo una medalla de oro en la prueba por equipo. Ganó cuatro medallas de oro en el Campeonato Mundial de Tiro con Arco al Aire Libre entre los años 2001 y 2009.

## Palmarés internacional
| Juegos Olímpicos                 | Juegos Olímpicos      | Juegos Olímpicos | Juegos Olímpicos |
| Año                              | Lugar                 | Medalla          | Prueba           |
| -------------------------------- | --------------------- | ---------------- | ---------------- |
| 2008                             | Pekín (China)         | Medalla de oro   | Equipo           |
| Campeonato Mundial al Aire Libre |                       |                  |                  |
| Año                              | Lugar                 | Medalla          | Prueba           |
| 2001                             | Pekín (China)         | Medalla de oro   | Equipo           |
| 2007                             | Leipzig (Alemania)    | Medalla de oro   | Equipo           |
| 2009                             | Ulsan (Corea del Sur) | Medalla de oro   | Individual       |
| 2009                             | Ulsan (Corea del Sur) | Medalla de oro   | Equipo           |